# Warren City
Warren City é uma cidade localizada no estado norte-americano do Texas, no Condado de Gregg e Condado de Upshur.

## Demografia
Segundo o censo norte-americano de 2000, a sua população era de 343 habitantes.
Em 2006, foi estimada uma população de 351, um aumento de 8 (2.3%).

## Geografia
De acordo com o United States Census Bureau tem uma área de
4,6 km², dos quais 4,6 km² cobertos por terra e 0,0 km² cobertos por água.

## Localidades na vizinhança
O diagrama seguinte representa as localidades num raio de 8 km ao redor de Warren City.